# Fuoco a Oriente
Fuoco a Oriente (Fire in the East) è un romanzo di Harry Sidebottom del 2008, pubblicato in italiano l'anno seguente. 
È il primo capitolo di una saga ambientata durante il cosiddetto periodo dell'anarchia militare e della crisi del III secolo che caratterizzò l'Impero romano.

## Trama
Dopo un'egemonia durata alcuni secoli iniziata dai tempi di Cesare e Augusto, l'avvento dei Sasanidi sul trono di Persia, da poco sostituitisi ai Parti arsacidi, mette l'impero romano in una posizione pericolosa, costringendolo a combattere guerre sempre più dure e sanguinose lungo il fronte orientale. A partire dagli anni 229-230, prima il "Re dei Re" Ardashir I e poi il figlio Sapore I hanno già gettato nel terrore i territori delle province orientali, compresa quella di Siria.
Nell'autunno del 255, al fine di fermare l'esercito invasore, viene inviato presso la città di Arete (nome di fantasia della città di Dura Europos) un contingente di 2.000 soldati romani, guidato da un valido comandante (Dux ripae) di nome Ballista, il quale per tutto l'inverno si adopera per migliorare le fortificazioni della città e tentare disperatamente di fermare l'avanzata sasanide di Sapore I, forte di ben 50.000 armati accompagnati da poderose macchine d'assedio. Ballista è così chiamato a organizzare la resistenza e a confrontarsi con un nemico che difficilmente riuscirà a fermare.

## Personaggi
- Marco Clodio Balista: generale romano e protagonista di tutta la saga, qui è chiamato a difendere le province orientali dell'impero romano dalla minaccia sasanide.
- Sapore I: imperatore della dinastia sasanide.

## Edizioni
- Harry Sidebottom, Fuoco a Oriente, traduzione di Susanna Scrivo, Roma, Newton Compton Editori, 2009,  p. 377, ISBN 978-88-541-1700-6.